# Elrio van Heerden

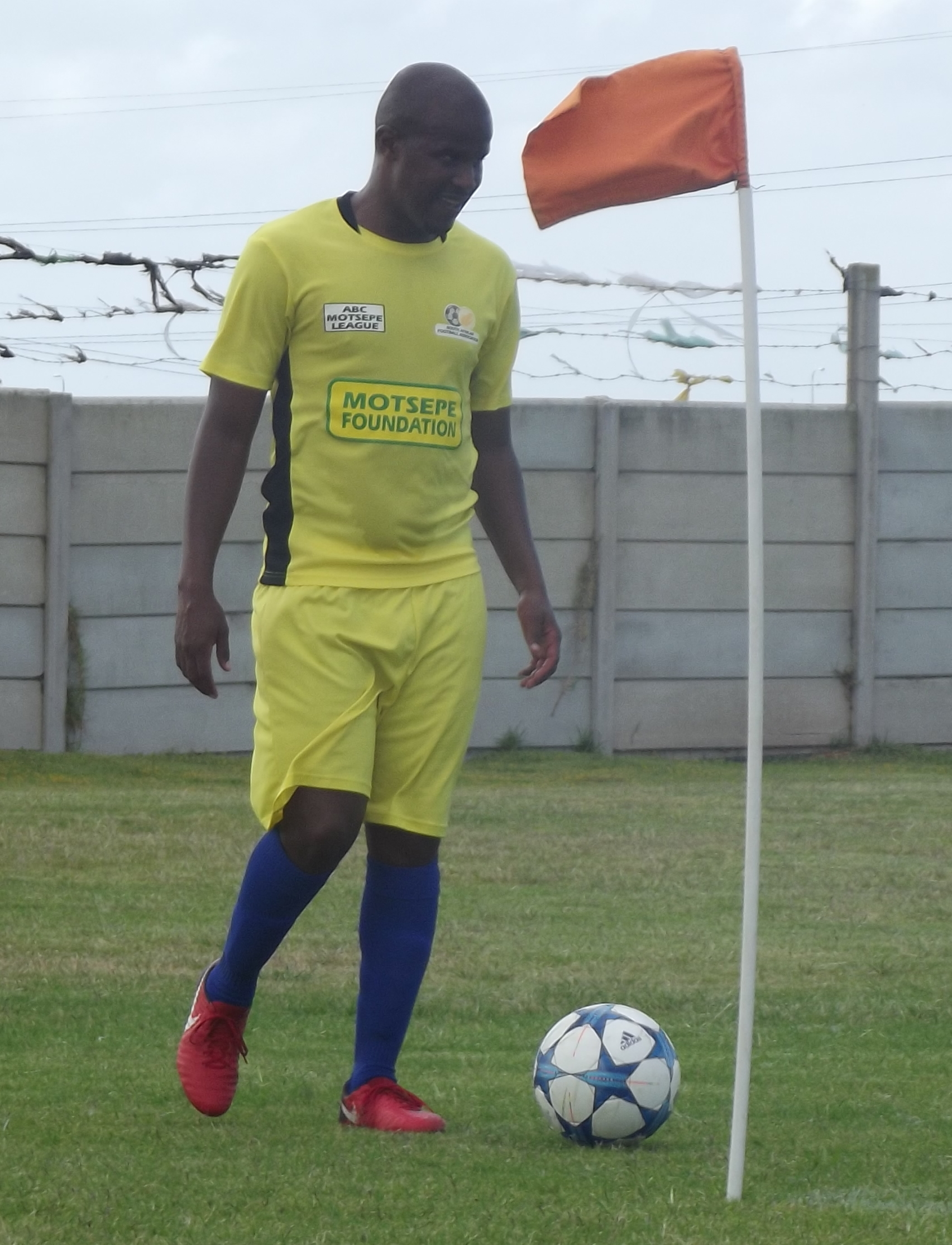
Elrio van Heerden

Elrio van Heerden (* 11. Juli 1983 in Port Elizabeth) ist ein ehemaliger südafrikanischer Fußballspieler.

## Karriere

### Jugend und Amateurfußball
Van Heerden begann seine Karriere als aktiver Fußballspieler beim Glenville Celtic FC, einem Amateurklub aus Port Elizabeth. Später wechselte er an die University of Port Elizabeth, wo sich die Soccer School of Excellence, eine Art Jugendakademie des FC Kopenhagen, befand.

### Vereinskarriere
Im Jahre 2002 zog er nach Dänemark, wo er zuerst nur mit den Amateuren des FC Kopenhagen spielte und später mit der ersten Kampfmannschaft des Vereines mittrainierte. Am 23. Mai 2004 kam er zu seinem Profidebüt in einem Spiel gegen den Aalborg BK im Parken Stadion, in dem er kurz vor Ende des Spiels seinen ersten Treffer im Profifußball erzielte. Mit dem Treffer ging van Heerden in die Geschichte ein, da sich der Klub nach dem 4:2-Auswärtssieg in der darauffolgenden Runde über FC Nordsjælland den Meistertitel sichern konnte. Bis zu seinem Abgang absolvierte van Heerden 25 Spiele und erzielte dabei fünf Tore.
Am 24. Januar 2006 unterzeichnete er beim belgischen FC Brügge einen Vertrag über dreieinhalb Jahre und kam am 19. Februar, knapp einen Monat nach seiner Aufnahme ins Team, zu seinem ersten Einsatz in der höchsten Spielklasse im belgischen Fußball, der Jupiler League.
Am 2. Juni 2009 wurde bekanntgegeben, dass van Heerden einen Zwei-Jahres-Vertrag beim englischen Premier-League-Klub Blackburn Rovers unterschrieben hat. Am 11. Januar 2010 wurde van Heerden nach zwei Kurzeinsätzen im League Cup in die Türkei zu Sivasspor verliehen, wo seine Leihzeit bis zum Sommer lief.
Nach seiner Ausleihe wechselte dann kurze Zeit später für ein Jahr fest zum KVC Westerlo. 2011 schloss er sich in seiner Heimat Südafrika den Golden Arrows an und beendete nach der Saison seine aktive Karriere.

### International
Von 2004 bis 2009 stand van Heerden im Kader der südafrikanischen Nationalmannschaft. Sein Debüt erfolgte am 5. Juni 2004 in einem WM-Qualifikationsspiel gegen Kap Verde. 2005 nahm er mit der Nationalelf am CONCACAF Gold Cup teil. Seine Teilnahmen an den Afrikameisterschaften 2006 und 2008 endeten jeweils mit dem Aus in der Vorrunde. Im Mai 2009 wurde er in den vorläufigen Kader für den Konföderationen-Pokal berufen.

## Erfolge
- 2× Dänischer Meister: 2004 und 2006
- 1× Belgischer Pokalsieger: 2007
- 3× Sieger des Bruges Matins: 2006, 2007 und 2008
- Teilnehmer an der Fußball-Afrikameisterschaft: 2006 und 2008